# بندق أمريكي
البندق الأمريكي نوع نباتي يتبع جنس البندق من الفصيلة القضبانية ويسمى (باللاتينية: Corylus americana).